# Barranco de Loba
Barranco de Loba es un municipio colombiano, situado al sur del departamento de Bolívar, a 25 minutos de El Banco y a 8 horas de Cartagena de Indias.
El municipio de Barranco de Loba limita al norte con los municipios de Hatillo de Loba y Pinillos; al sur con los municipios de Tiquisio y Río Viejo, al este con el municipio de San Martín de Loba y al oeste los municipios de Pinillos y Altos del Rosario.

## Historia
La formación del nuevo poblado, se inicia a partir de la población indígena Malibú "Loba la Vieja" alrededor de 1640 pero fue formalizado entre 1802 y 180. Fue elevado a la categoría de Parroquia en 1814 y en 1848 Distrito de la Provincia de Mompox, mediante la ordenanza Providencial de octubre 23 del mismo año. Barranco de Loba fue elevado a la categoría de Municipio con la sustancia de la Constitución Nacional del 1886.En ese entonces su territorio contaba con las siguientes centros poblados: Guayabal, Cerro Pelado, Talanquera, Taposa, Santo Domingo, Santa Rosa y Hatillo de Loba. El municipio de Barranco de Loba es uno de los ocho municipio que conformaba la extinguida provincia de Mompox.

## División Político-Administrativa
Aparte de su Cabecera municipal. Barranco de Loba se encuentra dividido en los siguientes centros poblados:
- Delicias Nueva
- Las Delicias
- Los Cerritos
- Minas Santa Cruz
- Pueblito Mejía
- Ríonuevo
- San Antonio

## Geografía

### Descripción física
El Municipio de Barranco de Loba se encuentra localizado en el sur del departamento de Bolívar, en la subregión Cauca - Magdalena a 395 km de Cartagena, limitado por el sur y oriente por las cuchillas de la Mojana y las Playitas respectivamente; ambos accidentes pertenecientes a la serranía de San Lucas y Montecristo. Por la parte lateral norte lo baña el río Magdalena, que en esta parte toma el nombre de "brazo de Loba", el cual penetra en su territorio desde la vereda Bella vista hasta frente a santa Rosa en el municipio de Pinillos, punto este donde lo bordea el Brazo Guayabal, hasta encontrar el brazo de la Victoria. Se ubica entre los 08°39´ y los 08°57´de latitud norte y los 74°21´de longitud oeste. El municipio de Barranco de Loba presenta una temperatura de 37°, en promedio, experimenta los tipos de clima cálido, húmedo y cálido seco; no obstante. a esta clasificación, el territorio soporta períodos relativamente largos de verano, su territorio hace parte de la Depresión Momposina, donde confluyen los ríos Magdalena, César y Cauca. formando el sistema cenagoso más grande del país, de esta manera, es un territorio con gran riqueza hidríca.

### Ecología
El municipio carece de una política ambiental definida y no hay claridad sobre las dependencias que se encargan del manejo de los recursos ambientales. Una de las mayores problemáticas ambientales del municipio es el deterioro de los cuerpos de agua; el cual es causado por los métodos utilizados para la explotación agropecuaria, como ocurre con la ganadería, que compacta los suelos y acelera la erosión, la tecnología utilizada en la explotación de cultivos limpios (con intensidad en agroquimicos); la utilización extractiva de la madera de los bosques que rompe los ecosistemas naturales de flora y fauna; el mal manejo de las cuencas y otros cuerpos de agua, el modelo de apropiación de espacios productivos agropecuarios, que no obedecen a criterios de sostenibilidad y que es excluyente de la población, además de eso la devastadora erosión producida por la creciente del río.

### Economía
El municipio de Barranco de Loba, presenta en la actualidad una composición de su estructura productiva y empleos por ramas de actividad, similar a la que predomina en la mayoría de los municipios del Departamento de Bolívar, las principales son: La pesca artesanal, agricultura y ganadería a menor escala. Mientras que actividades económicas como la minería, explotación de madera y el comercio ocupan lugares secundarios dentro de las mismas. Es de anotar, que la población de la Cabecera Municipal, se dedica al comercio formal e informal y a la prestación de servicios (Alcaldía Municipal, Las Empresas de Servicios Públicos, Empresa Social del Estado José Rudesindo López Parodi, las ARS como AMBUQ, Mutual Ser y SOLSALUD EPS S.A. La precaria situación de la actividad económica del municipio de Barranco de Loba incide directamente sobre el estado de pobreza que se observa en el 79.4% de la población con necesidades básicas insatisfechas, además el creciente desempleo que es del orden del 29% en la zona rural y 50% en el área urbana). El problema del desempleo en el municipio, presentan características que se salen de cualquier contexto. Evidentemente la inexistencia de un mercado interno, inexistencia de una importante producción agrícola, entre otros aspectos, no absorbe la oferta de mano de obra que, cada año, ingresa al mercado laboral, por lo que, el nativo, debe emigrar a otras localidades en busca de alternativas laborales. La tendencia observada de la economía en nuestro municipio se funda en un carácter extractivo frente a las productivas de los sectores tradicionales e informales. Estos elementos de la estructura socioeconómica del municipio, actúan de manera desarticulada y no generan la capacidad de promover un tipo de desarrollo equilibrado; de hecho , la actividad agropecuaria, como caso patético, presenta el problema de la inestabilidad del mercado, lo cual conduce a ingresos precarios y por tanto la emigración de la población hacia el área urbana o a cualquier parte del resto del país.

## Vías de comunicación

### Terrestres
El sistema vial del municipio en la parte terrestre está representado por la Troncal Barranco de Loba - Yondó, gran parte de la longitud está en mal estado, existe una red vial secundaria que comunica al municipio con San Martín de Loba, Altos del Rosario, Río Viejo y Tiquisio. La vía de comunicación terrestre más importante la constituye la que comunica a Mompox con San Fernando, Margarita, Hatillo de Loba y atraviesa en ferry hasta el frente de nuestro municipio, esta vía nos acerca a Magangué y al Departamento del Magdalena. La red vial de la cabecera municipal tiene forma de retícula donde los ejes principales lo constituyen la carrera 4a (Tramo urbano de la vía Barranco de Loba - Norosí y la carrera 11 conectada con las calles 19, 14 y 10.

### Fluviales
El sistema vial de tipo fluvial, lo conforma la red hídrica del municipio representada básicamente por el Brazo de Loba (Río Magdalena, que en nuestro territorio toma ese nombre) que comunica al Municipio con todas las poblaciones ribereñas de la cuenca del río Magdalena y cesar.

## Símbolos

### Escudo
El exalcalde Lucas Díaz Vides, en un hecho sin precedentes en la historia de Barranco de Loba en coordinación con el honorable Concejo Municipal y el director de la Casa de la Cultura del municipio, el joven Francisco Ardila García le dieron vida jurídica al proyecto de dotar al municipio de su respectivo Himno, Bandera y Escudo, para tal efecto y después de hacer un estudio concienzudo, eligieron la propuesta presentada por el maestro de maestros Ángel María Villafañe Gutiérrez, quien en forma sucinta dijo lo siguiente: El escudo significa sobre todo la salida del sol, atrás la montaña, al frente la ciénaga de mico, abajo la siembra representativa de nuestro municipio, luego tenemos el aljibe construido por los españoles de donde siempre se ha extraído agua de forma permanente y alrededor del cual se fue expandiendo el poblado, se identifica la minería como fuente importante de recursos y en el aparecen representadas las herramientas para desarrollar dicha labor, después la biblia que identifica nuestra vocación religiosa, representa los telares como muestra de la elaboración de esteras por nuestros abuelos, representamos de la misma manera el pilón para el maíz y el arroz, observamos igualmente la tambora, el tambor y las maracas, representativos de nuestra cultura y folclor.

### Himno
I
 Barranco de Loba mi patria querida
 Sol ardiente tierra encantadora
 Del Magdalena la margen fecunda
Del universo la radiante aurora
II
Ese Don Rudesindo Barranco 
Quien muy presto a Ortíz le compró 
Muy ansioso seguir cultivando
Quien su finca de caña sembró
IlI
Cual mañana se acerca brillante
A todos un feliz despertar
Malibues de raza pujante 
Del cacique su tierra natal
IV
Pescadores que cruzan sus aguas 
Y la virgen reina en el altar 
Recordando a la Justa Pastora
De tambora dulzura al bailar
V
Españoles supieron construirle
Nuestro aljibe con agua natural 
Y de ellos el puesto preferible 
Antiguamente en la Calle Rea 
VI
Los ancestros que triste se fueron 
Que nacieron en este lugar 
Los recuerdos de aquellos abuelos 
Consumidos en la tumba mortal
VII
 Barranco de Loba mi patria querida 
 Sol ardiente tierra encantadora 
 Del Magdalena la margen fecunda 
 Del universo la radiante aurora 
Ángel María Villafañe Gutiérrez

## Estructura organizacional municipal
| Barranco de Loba | Barranco de Loba | Barranco de Loba           |
| Departamento     | Código DANE      | Categoría municipal (2023) |
| ---------------- | ---------------- | -------------------------- |
| Bolívar          | 13074            | Sexta                      |

- Personería: Es un centro del Ministerio Público de Colombia que ejerce, vigila y hace control sobre la gestión de las alcaldías y entes descentralizados; velan por la promoción y protección de los derechos humanos; vigilan el debido proceso, la conservación del medio ambiente, el patrimonio público y la prestación eficiente de los servicios públicos, garantizando a la ciudadanía la defensa de sus derechos e intereses.

- Concejo Municipal: Es la suprema autoridad política del municipio. En materia administrativa sus atribuciones son de carácter normativo. También le corresponde vigilar y hacer control político a la administración municipal. Se regulan por los reglamentos internos de la corporación en el marco de la Constitución Política Colombiana (artículo 313) y las leyes, en especial la Ley 136 de 1994 y la Ley 1551 de 2012.

Constituido por 11 concejales por un periodo de 4 años.
- Alcaldía Municipal: En esta se encuentra la administración municipal y las entidades descentralizadas del municipio.

El Alcalde se pronuncia mediante decretos y se desempeña como representante legal, judicial y extrajudicial del municipio. El actual Alcalde municipal es Henríquez Ballestero Peinado (2024-2027), elegido por voto popular.
- JAL.

## Servicios públicos
- Energía Eléctrica: Afinia, del grupo EPM, es la empresa prestadora del servicio de energía eléctrica.
- Gas Natural: Surtigas es la empresa distribuidora y comercializadora de gas natural en el municipio.